# Smak (szerb együttes)

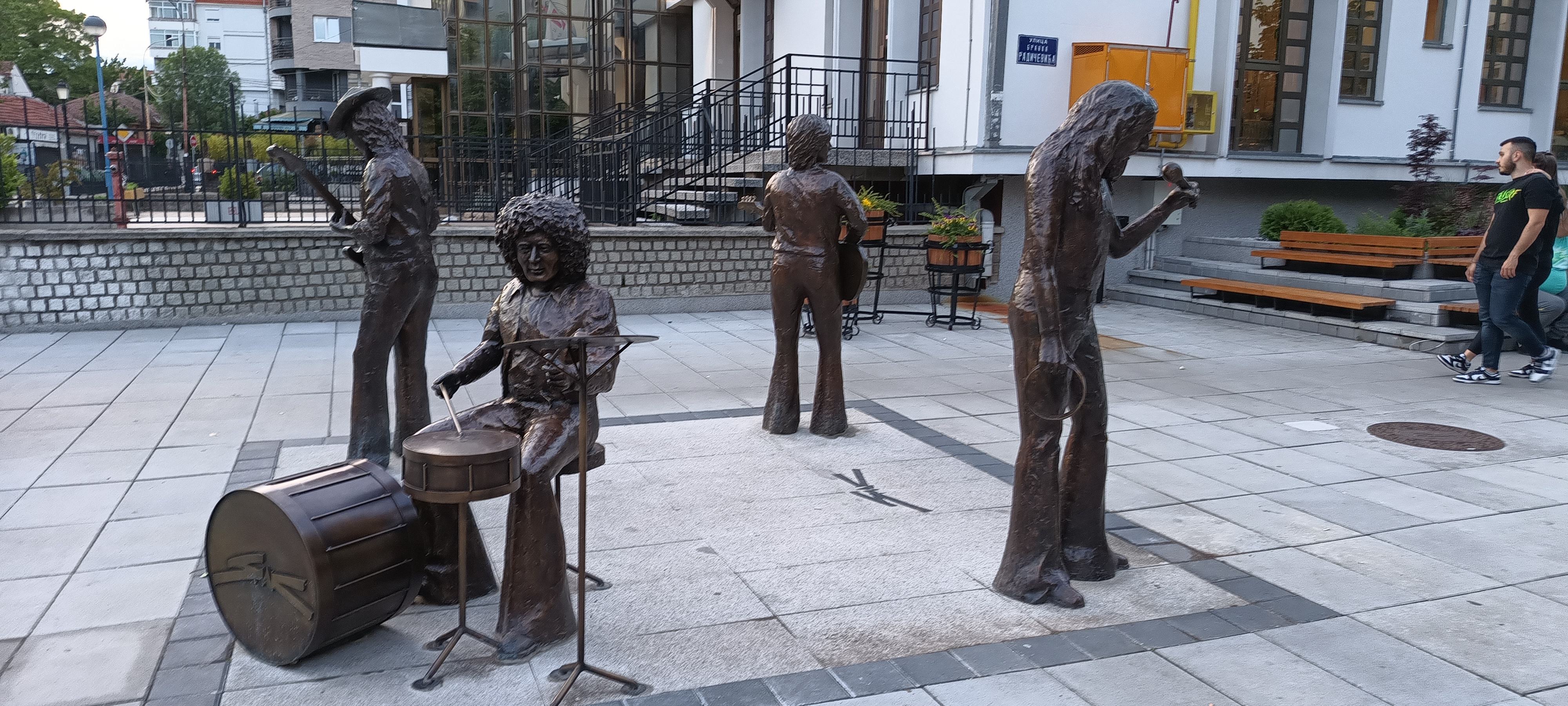
Emlékmű a Smak rockegyüttesnek Kragujevacban (2023)

A Smak egy szerb progresszív rockegyüttes, amely 1971-ben alakult Kragujevacban. Az 1970-es években voltak népszerűségük csúcsán. 1981-ben feloszlottak, 1986-ban újra összeálltak és 2002-ig működtek.

## Tagjai
- Radomir Mihajlović "Točak" – gitár
- Slobodan Stojanović Kepa – dobok
- Zoran Milanović – basszusgitár
- Boris Arandjelović – vokál
- Laza Ristovski – ének

## Lemezeik

### Stúdiólemezek
- Smak (1975)
- Crna dama (1977)
- Stranice našeg vremena (1978)
- Black Lady (a Crna dama olaszországi kiadása, angol nyelven, 1978)
- Dab in the Middle (1978)
- Rock cirkus (1980)
- Zašto ne volim sneg (1981)
- Smak '86 (1986)
- Bioskop Fox (1995)
- Egregor (1999)

### Kislemezek
- Živim…Biska 13 / Biska 16 (1975)
- Ulazak u Harem / Sto Ptica (1975)
- Ulazak u Harem / Epitaf (1975)
- Satelit (1976)
- Ljudi nije fer-El Dumo (1976)
- Nevidljive Terazije-Hitopadeza (1978)
- Na Balkanu (1979)

### Koncertlemezek
- odLIVEno (1992)
- Live Without Audience (1997)
- 3. Mart 2000. Kragujevac Klub La Cinema (2002)

### Válogatások
- Ulazak u Harem, Plava Pesma – The best of (1977)
- The Best Of Smak (1996)
- Star? Mlad. Večan? (1996)
- Istorija (2001)